# Junikowski Strumień

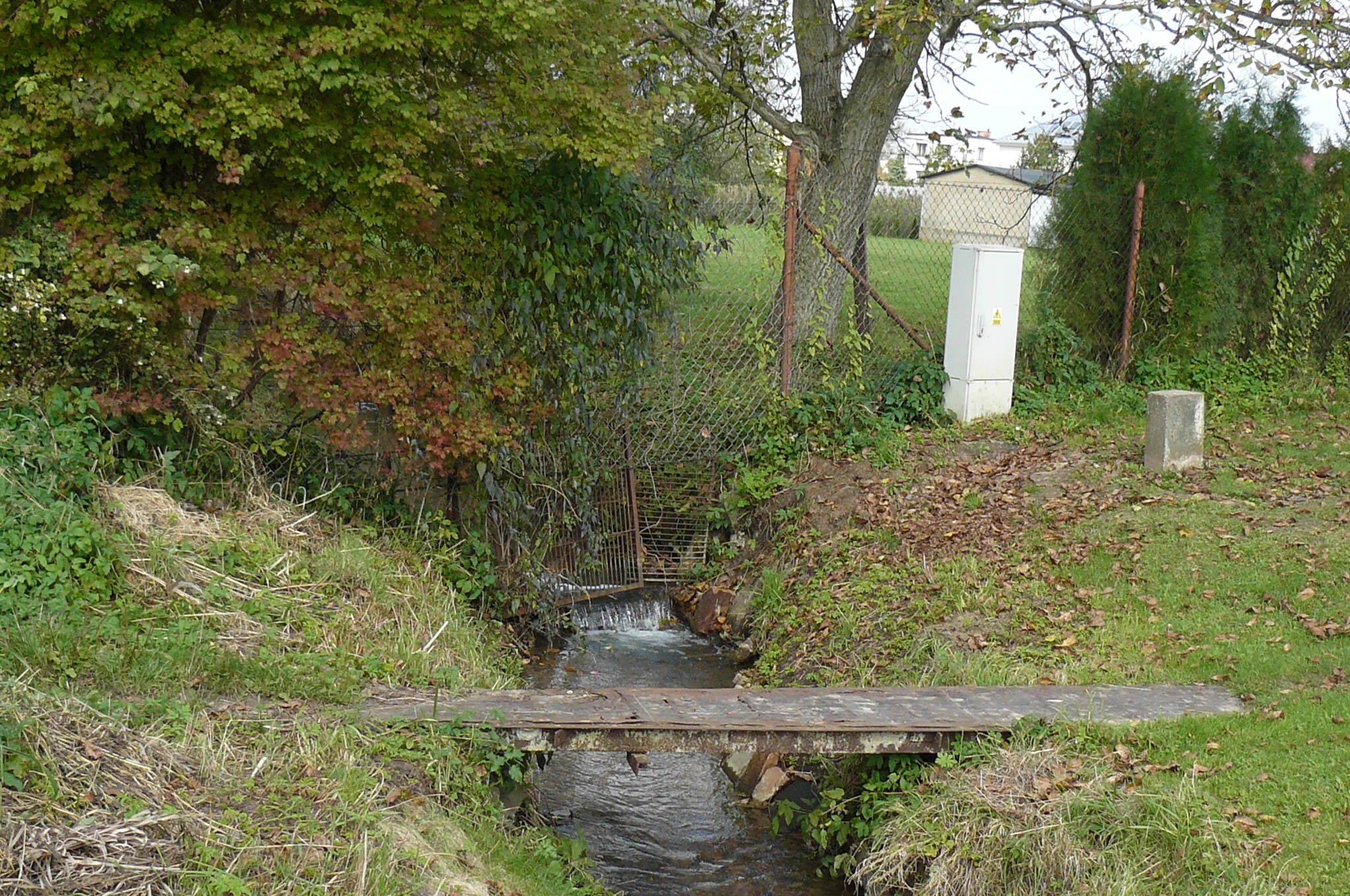
Strumień Junikowski w początkowym biegu – kładka w ciągu ul. Głowickiej na Wydmach

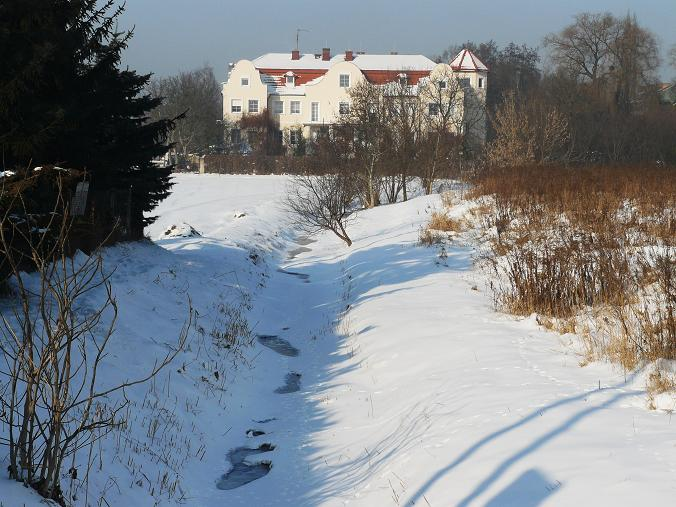
Dolina Strumienia na Junikowie zimą (na północ od ul. Grunwaldzkiej)

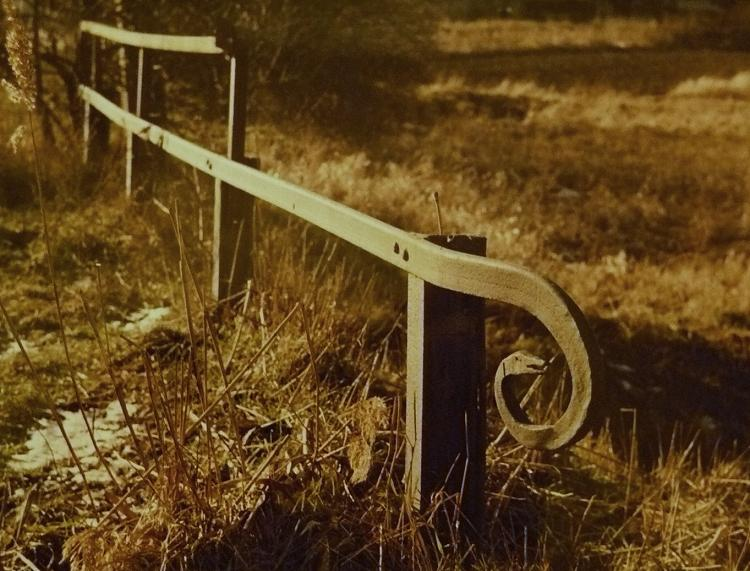
Stary most na Strumieniu Junikowskim w Rudniczem (istniał do 22 grudnia 2011)

Junikowski Strumień (pot. Potok Junikowski, Struga Junikowska) – potok leżący na terenie Poznania i Lubonia, biorący swą nazwę od jednej z dzielnic Poznania – Junikowa. Lewobrzeżny dopływ Warty, mający swoje źródło w okolicy Lotniska Ławica i poznańskiego toru wyścigowego.

## Przebieg
Z terenu lotniska strumień wyprowadzony jest długim na 1400 m rurociągiem do rowu w okolicy ulic Bukowskiej i Sławińskiej. W swoim biegu mija następujące części Poznania: Ławica, Junikowo, Rudnicze, Górczyn, Świerczewo, a w Luboniu Żabikowo. Przepływa w bezpośrednim sąsiedztwie cmentarza junikowskiego – największej poznańskiej nekropolii, następnie przechodzi pod linią kolejową E20 łączącą Warszawę, Poznań i Berlin i poprzez teren dawnych glinianek oraz południowych części Poznania (droga krajowa nr 5 i linia kolejowa E 59) wpływa do Lubonia. Ujście znajduje się niedaleko zakładów ziemniaczanych. Szerokość strumienia nie przekracza 1,2 m.

## Dopływy i glinianki
Do Strumienia Junikowskiego uchodzą następujące cieki: Ławica, Skórzyna, Plewianka, Ceglanka, Żabinka i Kotówka. W rejonie Rudniczego znajduje się 20 glinianek (tzw. Szachty), będących pozostałościami po intensywnym wydobyciu gliny w tym rejonie (łączna ich powierzchnia to około 150 hektarów).

## Geologia i przyroda
Zlewnia strumienia ukształtowana została głównie w schyłkowym plejstocenie oraz w holocenie. Duża część tego terenu to równina sandrowa powstała w okresie stacjonowania lądolodu na linii moren czołowych stadiału poznańskiego. Dorzecze jest asymetryczne – jego część zachodnia jest znacznie bardziej rozwinięta (32,8 km² przy 15,6 km² dla części wschodniej).
W dolnym i środkowym odcinku potoku trwały przez ponad 100 lat prace wydobywcze związane z przemysłem ceglarskim – wydobywano iły warwowe i gliny zwałowe (Rudnicze i Świerczewo). W związku z tym powstało tutaj około 40 różnej wielkości (od 0,2 do 12 ha) zbiorników wodnych – glinianek. W latach 70. XX w. uznano te tereny za jedne z najcenniejszych przyrodniczo na terenie Poznania i objęto ochroną w ramach użytków ekologicznych: Strumień Junikowski (94 ha), Kopanina I (58 ha), Kopanina II (68 ha). Na terenie użytku Strumień Junikowski występowały 433 taksony roślin naczyniowych z 74 rodzin. Flora zdominowana była przez gatunki rodzime (75,3%). Występowały gatunki roślin charakterystyczne dla lasów, terenów podmokłych, łąk oraz muraw napiaskowych, w tym gatunki chronione (kocanki piskowe, bobrek trójlistkowy i jaskier wielki). Wśród gatunków rzadkich i zagrożonych w mieście oraz regionie występowały m.in. turzyca długokłosa, turzyca zajęcza, skrzyp pstry, bliźniczka psia trawka, rdest łagodny i miodunka ćma. Z drzew stwierdzono m.in. orzech włoski we wczesnej fazie ekspansji (2017). W spektrum hemerobii użytku przeważają gatunki hemerofilne, stanowiące 66,4% całości, w większości o niskich poziomach hemerofilii.
Użytek Strumień Junikowski chroni przede wszystkim siedliska rzadkich w skali Europy gatunków pająków torfowiskowych i innej fauny siedlisk wilgotnych i podmokłych. Na terenach glinianek wykryto ponad 200 gatunków pająków (połowę występujących w Poznaniu), w tym bardzo rzadkie, 34 gatunki mięczaków, 8 gatunków płazów i 140 gatunków ptaków. Ponadto w dolinie Strumienia Junikowskiego stwierdzono dwa czynne stanowiska bobra (2006).
Z ciekawszych zwierząt występujących w dolinie Strumienia wymienić można takie jak: zagrzebka pospolita (Bithynia tentaculata), zatoczek lśniący (Segmentina nitida), błotniarka jajowata (Radix peregra), grzebiuszka ziemna (Pelobates fuscus), ropucha szara (Bufo bufo), żaba trawna (Rana temporaria), traszka zwyczajna (Lissotriton vulgaris), kumak nizinny (Bombina bombina), gronostaj (Mustela erminea), karczownik ziemnowodny (Arvicola amphibius), perkoz dwuczuby (Podiceps cristatus), kaczka czernica (Aythya fuligula), remiz zwyczajny (Remiz pendulinus), myszołów (Buteo buteo), błotniak stawowy (Circus aeruginosus) i bardzo wiele innych. W latach 50. XX w. w rejonie Dębca obserwowano kulona (Burhinus oedicnemus), obecnie uważanego za wymarłego w Wielkopolsce. W dolinie potoku po raz pierwszy w Polsce (w 1985) zaobserwowano rzadki gatunek pająka – korsarza: Pirata tenuitarsis.
Między Ławicą a Junikowem (w sąsiedztwie starych rowów melioracyjnych) znajduje się unikatowy zespół łąk trzęślicowych (Selino carvifoliae-Molinietum), którym zagraża wyginięcie.

## Badania naukowe
Badania hydrochemiczne strumienia prowadzono w latach 1969, 1988 i 1989 w ramach prac magisterskich Zakładu Hydrologii i Gospodarki Wodnej Instytutu Geografii Fizycznej UAM. Pierwsze opracowanie dotyczące zlewni wykonano w 1970 pod kierunkiem M. Żurawskiego.